# Ch!pz
Ch!pz so nizozemska pop glasbena skupina, ki je nastala 2003 iz izborov za televizijsko mrežo Fox Kids. Zaradi lahkotne glasbe, ki cilja predvsem na otroke, njihovih skladb niso pogosto vrteli na radijskih postajah, kasneje pa je imela skupina na račun promocije s strani Fox Kids več singlov na vrhu nizozemske glasbene lestvice.

## Zasedba
- Rach-L (Rachel van den Hoogen)
- C!lla (Cilla Niekoop)
- Peter (Peter Rost)
- Kev!n (Kevin Hellenbrand)

## Diskografija
- The Adventures of Ch!pz (2004)
- The World of Ch!pz (2005)
- Past:Present:Future (Part 1) (mini album, 2006)
- Past:Present:Future (Part 2) (mini album, 2006)
- The H!tz Collection (2007)
- Chipz Dance Xperienz (2008)